# Gary Hardiman
Gary Hardiman (* 14. Oktober 1975) ist ein irischer Snookerspieler.

## Karriere
Im September 1995 erreichte Gary Hardiman das Viertelfinale der U21-Weltmeisterschaft und unterlag dort nur knapp dem Philippiner Marlon Manalo mit 4:5. 1997 zog er ins Finale der irischen Amateurmeisterschaft ein und verlor mit 6:8 gegen Thomas Dowling. 1999 nahm er erstmals an der Qualifikation zur Profiweltmeisterschaft teil und schied erst in der dritten Vorqualifikationsrunde gegen den Schotten James McBain aus. Bei der irischen Amateurmeisterschaft 2000 verlor er das Finale mit 7:8 gegen Rodney Goggins. 2001 erreichte er das Achtelfinale der Amateureuropameisterschaft. Bei der Profiweltmeisterschaft 2003 schaffte er es in die sechste Qualifikationsrunde. Nachdem er unter anderem Frank Fitzgerald, Craig Steadman und Joe Delaney besiegt hatte, unterlag er dort dem Engländer Ricky Walden mit 4:10. Bei der EM 2003 erreichte er das Achtelfinale.
Zur Saison 2003/04 qualifizierte er sich für die Profiturnierserie Main Tour. Nach fünf Erstrundenniederlagen gelang ihm bei den European Open 2004 sein erster größerer Erfolg bei einem Weltranglistenturnier, als er erst in der Runde der letzten 80 gegen Mike Dunn ausschied. Nachdem er bei den beiden folgenden Turnieren erneut in der ersten Runde ausgeschieden war, erreichte er bei der Weltmeisterschaft 2004 mit Siegen gegen Billy Snaddon und Kwan Poomjang die Runde der letzten 80, in der er mit 4:10 gegen den Pakistaner Shokat Ali verlor. Am Saisonende belegte er in der Weltrangliste den 108. Platz und verlor damit seinen Main-Tour-Platz.
In den folgenden drei Spielzeiten versuchte Hardiman über die Pontin’s International Open Series auf die Main Tour zurückzukehren, kam dabei aber nie über das Achtelfinale hinaus. Bei der Qualifikation zur WM 2005 schied er in der ersten Runde aus. 2005, 2006 und 2007 erreichte er das Achtelfinale der Irish Professional Championship. Im Juni 2007 schied er bei der Amateureuropameisterschaft in der Runde der letzten 32 gegen Jordan Brown aus. Es war zugleich seine bislang letzte Teilnahme an einem internationalen Snookerturnier. 2008 zog er zum dritten Mal ins Endspiel der irischen Amateurmeisterschaft ein, musste sich jedoch Vincent Muldoon mit 4:8 geschlagen geben.

## Erfolge

### Finalteilnahmen
| Ausgang         | Jahr | Turnier                    | Finalgegner     | Ergebnis |
| --------------- | ---- | -------------------------- | --------------- | -------- |
| Amateurturniere |      |                            |                 |          |
| Zweiter         | 1997 | Irish Amateur Championship | Thomas Dowling  | 6:8      |
| Zweiter         | 2000 | Irish Amateur Championship | Rodney Goggins  | 7:8      |
| Zweiter         | 2008 | Irish Amateur Championship | Vincent Muldoon | 4:8      |